# Kupeczky János
Kupeczky János vagy Kupetzky vagy Kupecký (Bazin, 1667 – Nürnberg, 1740) cseh származású magyar-szlovák barokk festő.

## Életpályája
A lutheránus cseh takács: Kupeczky Ádám, feleségével. Borbála asszonnyal a harmincéves háború után, valószínűleg 1666 táján, a huszita üldözők elől a csehországi Jungbunzlauból (Mladá Boleslav) menekült el és a Pozsony vármegyei Bazinban telepedtek le, ahol Kupeczky János apja polgárjogot szerzett és folytatta a takácsmesterségét.
Apja takácsnak akarta nevelni, ő azonban a festőművészet iránt érzett tehetséget és 15 éves korában, 1682-ben megszökött a szövőszék mellől. Kóborlásai közben került a Nyitra vármegyei Holics várába, amelynek ura, Czobor gróf, rendkívüli műbarát volt és akkoriban a luzerni Benedikt Klaus festőt foglalkoztatta kastélyában. A műbarát grófnak a fiatal festőlegény megtetszett, magánál tartotta és amikor Klaus 1684-ben elhagyta a kastélyt és Bécsbe költözött, a gróf megbízásából és anyagi támogatása mellett magával vitte Bécsbe, ahol őt a festőművészi pályára előkészítette.
Három évig tanult Klaus mesternél Bécsben és azután 1687-ben Olaszországba vándorolt. Olaszországból 22 évi tartózkodás után Liechtenstein Ádám herceg meghívására, végleges tartózkodásra Bécsbe utazott, ahol elnyerte a császár kegyét, és Kupeczkyt udvari festőjévé nevezte ki. A cseh származású Kupeczky a bécsi tanulóidő után, 1723-ban Nürnbergben telepedett le, és az ottani jómódú polgárság sokat foglalkoztatott portréfestője lett. Műveit a legismertebb európai múzeumok őrzik. A Szépművészeti Múzeumban őrzik Kupeczky János híres festményét, melyen egy kuruc dalt fújó tárogatóst örökített meg. Ugyanitt látható az 1720 körül festett Nő viola da gambával című festménye is.

## Galéria

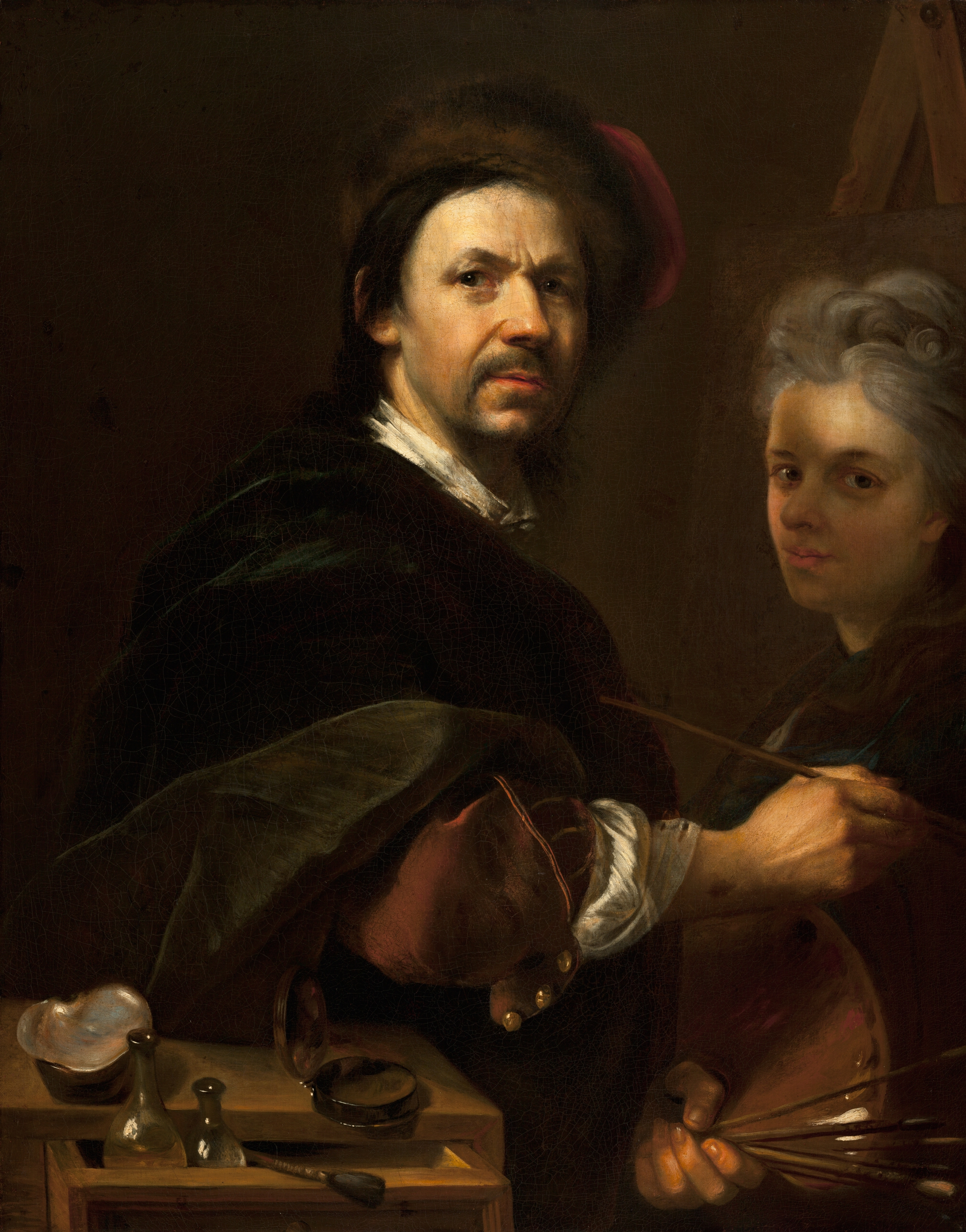
Kupeczky János: Önarckép
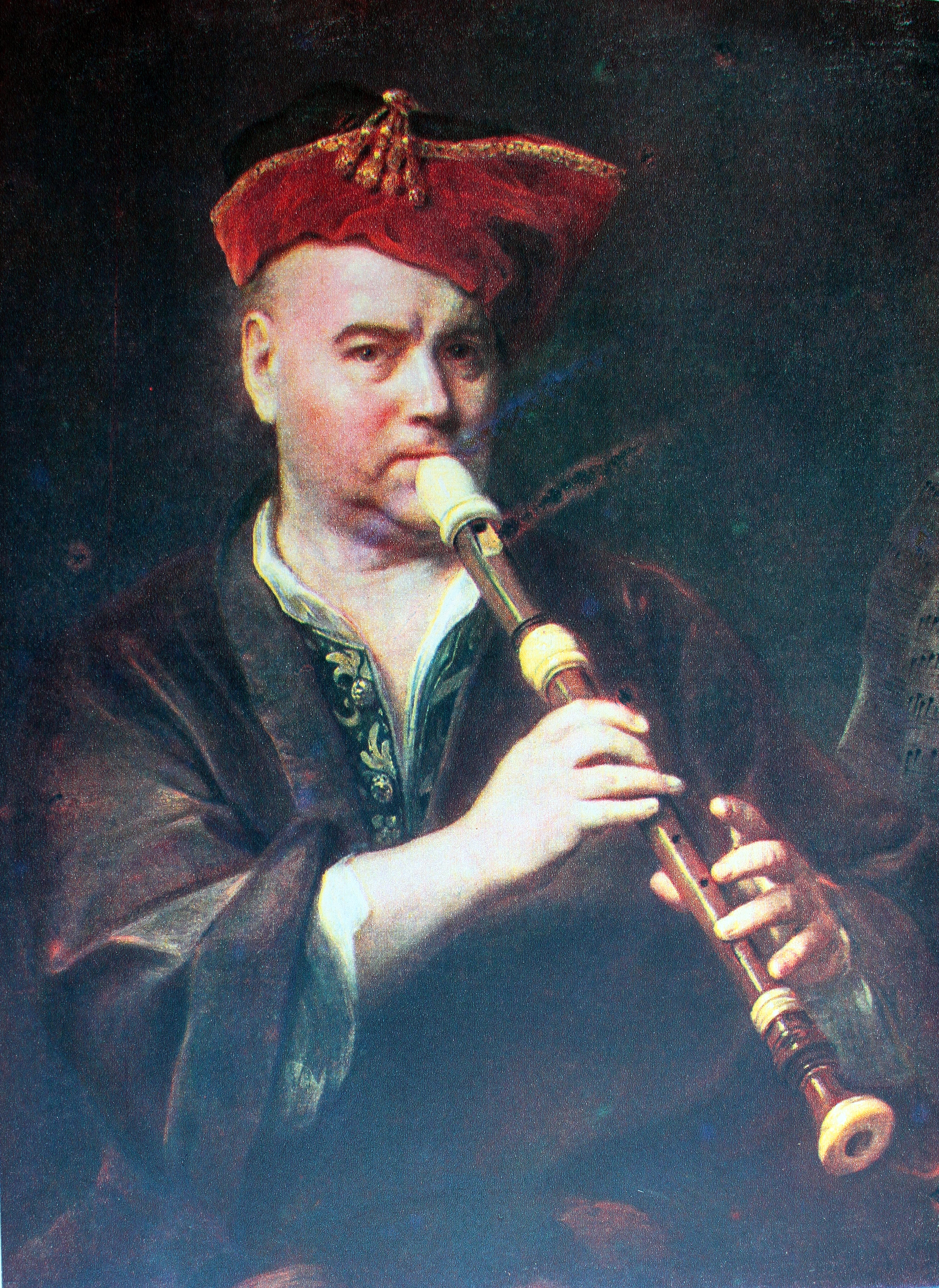
Kupeczky János: „Tárogatón játszó férfi”
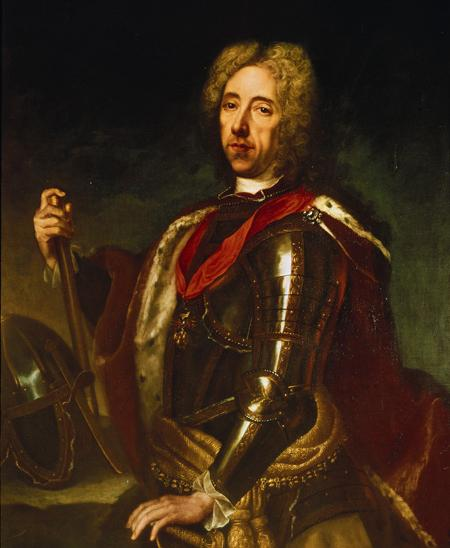
Savoyai Jenő portréja (1736)
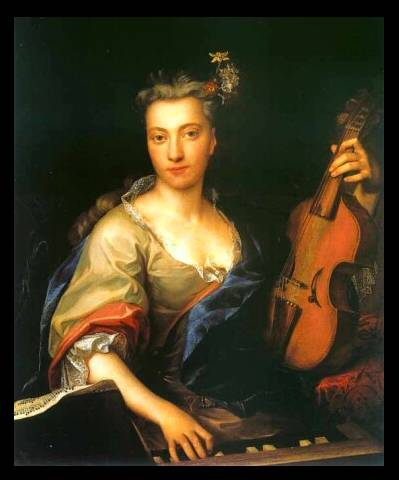
Kupeczky János: Nő viola da gambával